# Estação Sant Andreu

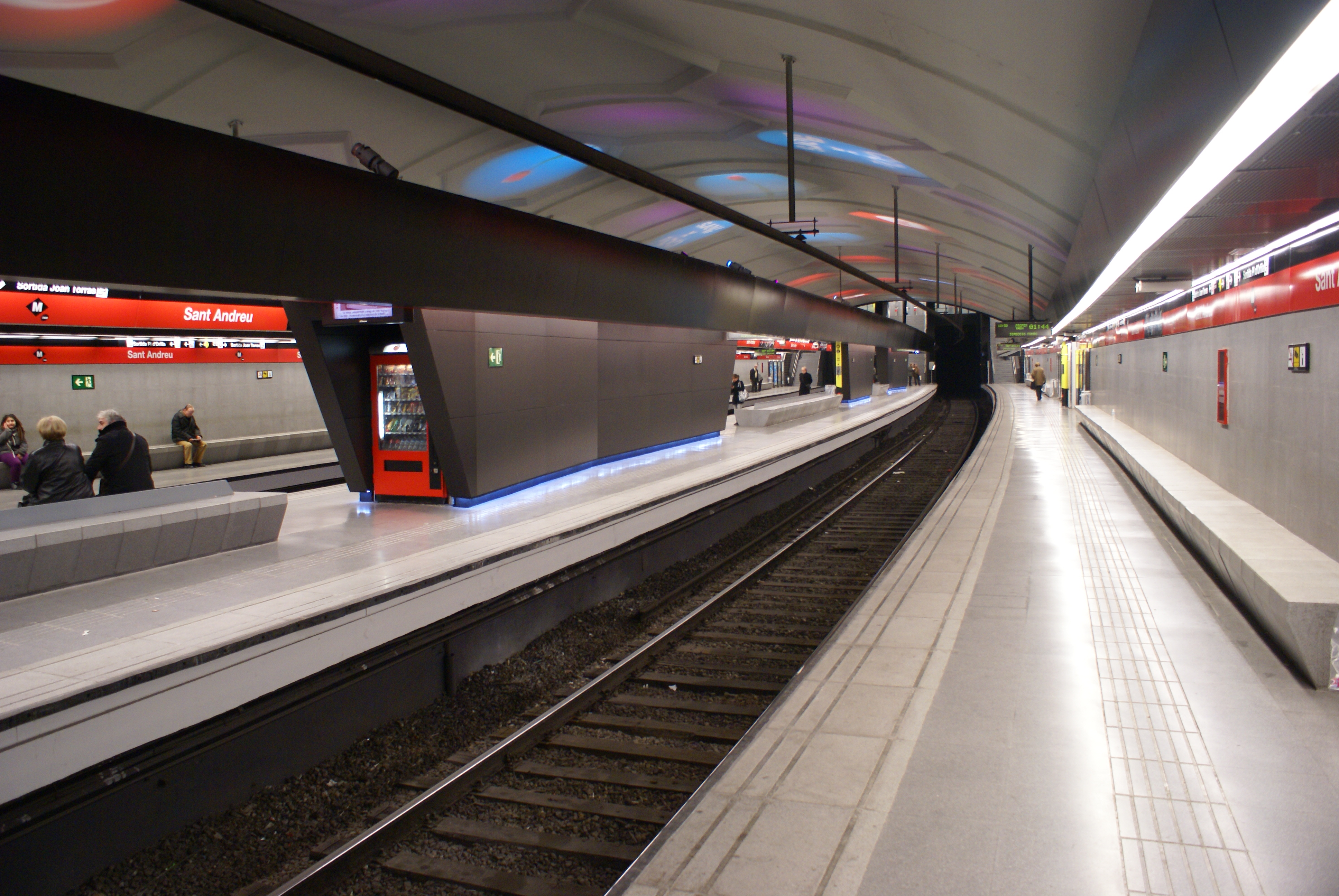
Estação Sant Andreu em 2011.

Sant Andreu é uma estação da Linha 1 do Metro de Barcelona. Entrou em funcionamento em 1968.

## Conexão ferroviária
A estação ferroviária está localizada no distrito de Sant Andreu, em Barcelona. Sant Andreu Comtal (anteriormente chamado de Barna-San Andrés) é uma estação ferroviária propriedade da Administrador de Infraestructuras Ferroviarias que está localizada na linha Barcelona-Girona-Portbou e tem paradas da  ferrovia Rodalies de Catalunya das linhas R2 e R2 Norte dos serviços de Barcelona e diversos serviços regionais, operados pela Renfe Operadora. A estação da linha Granollers ou Girona entrou em serviço em 1854, quando o trecho construído pelos Caminhos de Ferro de Barcelona em Granollers entre Barcelona (antiga estação Granollers, substituída pela Estació de França) entrou em serviço.) e Granollers Centro. Sant Andreu é uma estação de metrô L1 em Barcelona.

## Movimento de passageiros
Em 2016, a estação Rodalies registrou a entrada de 764.000 passageiros e o Metro registrou 3.421.770.